# Carlia vivax
Carlia vivax är en ödleart som beskrevs av  De Vis 1884. Carlia vivax ingår i släktet Carlia och familjen skinkar. Inga underarter finns listade.